# バラドヴァージャ

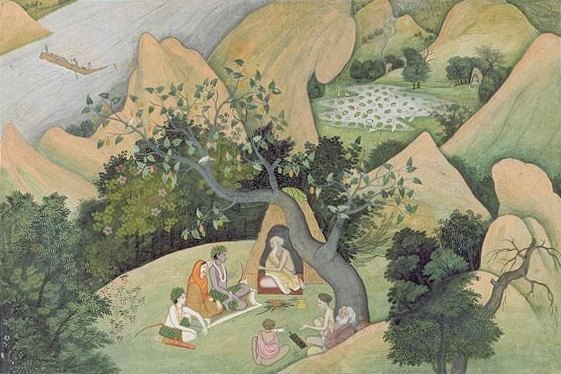
ラーマ、シーター、ラクシュマナがバラドヴァージャの庵を訪れる（1780年ごろ）

バラドヴァージャ（サンスクリット: भरद्वाज Bharadvāja）は古代インド神話のリシのひとり。リグ・ヴェーダ巻6の賛歌はバラドヴァージャの家系によって書かれた。ゴートラのバーラドヴァージャはバラドヴァージャを始祖とする。叙事詩『ラーマーヤナ』、『マハーバーラタ』にも登場する。

## ヴェーダ
バラドヴァージャとは「食物(vāja)をもたらすもの」という意味である。語の構成はBharad-vājaだが、後世のプラーナ文献ではこれをBhara-dvā-ja（2人から生まれた者を育てよ）のように再解釈して、ブリハスパティとママターの逸話に結びつけている:802。
『リグ・ヴェーダ』最古の部分である巻2から巻7までは各巻が家系ごとに分かれているが、巻6の賛歌はバラドヴァージャの氏族が書いたとされる。巻6はプーシャンを対象とする賛歌が集中していることで知られる:838-839。
バラドヴァージャの父称はバールハスパティヤといい、これはブリハスパティの子を意味する。

## ブラーフマナ
『タイッティーリヤ・ブラーフマナ』には、バラドヴァージャが3回生まれかわってヴェーダの知識を得ようとしたという話が見える。インドラに対して4回めの生を受けたらヴェーダを学び続けると言ったが、インドラはヴェーダは無限であってすべてを学ぶことが不可能であると諭したとする。

## ラーマーヤナ
『ラーマーヤナ』巻1によると、バラドヴァージャは『ラーマーヤナ』作者とされるヴァールミーキの弟子であり、ヴァールミーキが『ラーマーヤナ』を語るきっかけとなった事件（狩人がつがいの鳥の片方を殺し、残った1羽が悲しんで鳴くのを聞いた）にも居合わせている。
ラーマとラクシュマナの兄弟がアヨーディヤーから追放されたとき、バラドヴァージャの祝福を受けるためにその庵（アーシュラマ）を訪れた。ラーマの弟のバラタは巨大な軍隊とともにラーマを追いかけてきたが、バラドヴァージャはヴィシュヴァカルマンを呼んで天上の宴席を設けて彼らをもてなした。

## マハーバーラタ
『マハーバーラタ』巻1でバラドヴァージャはドローナ誕生の逸話に登場する。それによると、水浴中のアプサラスのグリターチーの裸を見てバラドヴァージャは精を漏らした。それを木の器（ドローナ）に入れておいたところ、そこから子供が生まれたため、ドローナと名付けられたと伝える。
巻3の逸話によると、バラドヴァージャにはヤヴァクリータという子があったが、ライビヤというバラモンに殺された。バラドヴァージャはライビヤを呪い、彼もその息子に殺されるだろうと言って、自らを火に投じて死んだ。ライビヤには2人の子があったが、兄のパラーヴァスは苦行中の父を鹿とまちがって殺してしまい、弟のアルヴァーヴァスに罪をなすりつけようとした。アルヴァーヴァスは神々に祈って父、バラドヴァージャ、ヤヴァクリータを生きかえらせた。
巻13ではバラドヴァージャはカーシー国王ディヴォーダーサ (Divodasa) づき祭官（プローヒタ）であり、その子のプラタルダナが王位を継承するのを助けている（なお『リグ・ヴェーダ』7.18ではスダース王をディヴォーダーサの子としている）。

## プラーナ
『ヴァーユ・プラーナ』では、バラドヴァージャをブリハスパティの子でサプタルシのひとりであり:481、アーユルヴェーダの作者とする:710。
『ヴァーユ・プラーナ』は次のような逸話も伝える。ブリハスパティは兄の妻であるママターが妊娠8か月の時に彼女と性交したが、彼の精液は胎児によって妨げられた:793。精液はそのまま子となったが、両親から棄てられてマルト神群に育てられた。これがバラドヴァージャである:801-803。その後、プール族のバラタ王は自分の子供たちが後継者にふさわしくないと考えて、後継者を得ることを祈った。マルト神群はそれに答えてバラドヴァージャをバラタに与えた。バラタは彼を自分の養子としてクシャトリヤとし、名をヴィタタと改めた。バラタの死後、王位はヴィタタが継承した。ヴィタタの後継者はブヴァマニユだった:801-803。
バラタの後継者に関して『マハーバーラタ』巻1ではバラドヴァージャの力によってブーマニユという子を得たというのみである。ブーマニユはカーシー国王の娘であるスナンダー妃から生まれた。ブリハスパティとママターの逸話も『マハーバーラタ』巻1に見えているが、バラドヴァージャとは関係しない。